# Nesidiolestes roberti
Nesidiolestes roberti är en insektsart som beskrevs av Peter Wolfgang Wygodzinsky 1966. Nesidiolestes roberti ingår i släktet Nesidiolestes och familjen rovskinnbaggar. Inga underarter finns listade i Catalogue of Life.